# فلستيا
فلستيا كانت عبارة عن تجمع سياسي من المدن شكلت دولة في حوالي 1200 ق م في منطقة فلسطين الحالية وكان تركزهم على الساحل واستمرت هذه الدولة حوالي 5-6 قرون قبل ان يختفي ذكرها من الوثائق التاريخية تزامنا مع الغزو البابلي للمنطقة بقيادة نبوخذ نصر. وهذه هي الدولة التي سميت منطقة فلسطين المعاصرة على اسمهم. يحدها من الشمال نهر العوجا ومن الغرب البحر الأبيض المتوسط وأما الحدود الشرقية والجنوبية فهي أقل وضوحا، يعتقد بأن مملكة يهوذا كانت تحدها من الشرق ووادي العريش من الجنوب.
مدنهم الاساسية مشكلة من عسقلان، اسدود، عقرون، جت وغزة. الفلستيون قوم معروف لدى اليهود حيث تم ذكرهم أكثر من 400 مرة في الكتاب المقدس لدى الديانة اليهودية وحيث اشتهرت سمعتهم بالعداء المتبادل بينهم وبين بنو إسرائيل وكثرة الحروب بينهم بحسب الرواية التوراتية. (4، 5)

## تاريخ فلستيا
أول مرة يحتمل فيها الإشارة إلى الفلستيين هو من قبل الفراعنة حيث يعتقد بانهم عندما وصولوا إلى الشرق الأوسط، رست سفنهم في بادئ الامر في دلتا مصر مثل باقي شعوب البحر القادمة من جنوب أوروبا في اواخر العصر الحديدي، ثم تم نفيهم إلى ارض كنعان، فلسطين الحالية. حيث تم الإشارة اليهم باسم «برست». عموما هناك جدل حول ان كان هؤلاء هم نفسهم الفلستيين.
أول إشارة  للفلستيين بعد استقرارهم على الساحل الفلسطيني هي في سجلات الملك الآشوري أداد نيراري الثالث (810-782) ق.م، الذي تفاخر بأنه جمع الجزية من فلستيا. بحلول الجزء الأول من القرن السابع ق.م، كانت غزة، عسقلان، عقرون، أشدود، وربما جت تابعة  للحكام الآشوريين. خلال النصف الثاني من ذلك القرن، أصبحت المدن تابعة للمصريين. مع غزوات الملك البابلي نبوخذ نصر الثاني (605-562) ق.م في سوريا وفلسطين، أصبحت المدن الفلسطينية جزءًا من الإمبراطورية البابلية الجديدة. لاحقا، أصبحوا تحت سيطرة بلاد فارس واليونان وروما.
شكلت فلستيا الساحل الجنوبي لفلسطين المحتلة. في القرن الثامن قبل الميلاد، عملت المنطقة كمنطقة عازلة بين القوة المتزايدة لإمبراطوريات آشور ومملكة كوش وكثيراً ما وفرت مسرحاً لعلاقة بينهما، بطرق عدائية وسلمية.

### تاريخ غزة
غزة هي أقصى المدن الفلسطينية. إنها نهاية الطريق التجاري المهم الذي يمتد على طول ساحل البحر الأبيض المتوسط إلى دلتا النيل، عبر ماريس. كما كانت المدينة بمثابة الوجهة النهائية لطريق البخور عبر شبه الجزيرة العربية. هذا الموقف الفريد جعل غزة واحدة من أهم المراكز التجارية في شرق البحر الأبيض المتوسط.
في عهد تغلث فلاسر الثالث الحاكم الاشوري (744-727 قبل الميلاد)، حاكم غزة كان اسمه هانونو. في عام 734 قبل الميلاد، في مواجهة الجيش الآشوري المتقدم إلى غزة هرب نونو إلى مصر المجاورة، التي تم تقسيمها بعد ذلك بين عدد من السلالات في الدلتا ومملكة كوش حيث يعتقد بأن هانونو كان يسعى إلى الحماية ضد تيغلااث. ومع ذلك، لم ترده أي مساعدة، وعاد هانونو في نهاية المطاف إلى مدينته.
أعاد الملك الآشوري هانونو على عرش غزة. ومع ذلك، تم تحويل المدينة إلى تبعية آشورية، وبشكل أكثر تحديدًا محطة تجارية، تم إنشاؤها بلا شك للاستفادة من موقعها المثالي عند تقاطع الطرق التجارية المتقاربة من مصر والجزيرة العربية. احتفل تيغلاث بذكرى هذا الحدث، الذي عزز الوجود الآشوري على حدود مصر، من خلال إقامة مسلة على الحدود المصرية.إلى الآن لم يتم العثور على المسلة لكننا نعرفها من نقوش تيغلاث في قصره الملكي في مدينة نمرد والتي تتحدث عن غزة بشيء من التفصيل.
تجاوز حكم هانونو حكم تيغلاث بلصر وشلمنصر الخامس (726-722 قبل الميلاد)، لكن أحداثا في وقت مبكر من عهد سرجون الثاني حاكم اشورية (721-705 قبل الميلاد) أدت إلى سقوطه. في عام 721 قبل الميلاد، لم يزل هانونو يتألم من إذلال تغلث فلاسر في غزة، استغل هانونو عدم الاستقرار السياسي الذي رافق صعود سرجون إلى الحكم وانضم هانونو إلى التحالف المناهض للآشوريين بقيادة (حماة) في وسط سوريا. لم ينجح التحالف في التحرر من سيطرة آشور: بعد تحطيم القوات المعارضة في مدينة قرقار، سار سرجون جنوبًا ضد هانونو من غزة وحلفائه، ومن بينهم القوات التي أرسلها حاكم مصري ضاع اسمه في الروايات الآشورية لهذه الأحداث. التقى الجيشان جنوب غزة وانتهت المعركة بانتصار جيوش الدولة الاشورية.
كانت معاملة سارجون لهانونو أقل تساهلاً بكثير مما كانت عليه تيغلاث بلسر، قيل إن هانونو قد تم ترحيله إلى آشور ولم يُذكر المزيد عن مصيره. من الممكن أن يكون قد تم إحضاره إلى قلب آشور من أجل المشاركة في احتفال النصر الطقسي أو من أجل الولاء علنا لسارجون، لم يتم ضم غزة نفسها كمقاطعة آشورية ولكنها حافظت على استقلالها الاسمي كدولة تابعة للإمبراطورية.
في عام 716 قبل الميلاد، عزز سرجون وجود آشور في المنطقة الحدودية الحساسة من خلال توطين المرحلين على حدود مصر وتعيين شيخ قبيلة للحكم عليه. في عام 701 قبل الميلاد، التقت القوات المتحالفة مع القوات الآشورية في معركة بالقرب من مدينة التكية الفلسطينية. في حين أن نتيجة المواجهة هي مسألة نقاش، إلا أنها كانت علامة فاصلة مهمة في العلاقات بين آشور وكوش.

### أشدود
بعد ما يقرب من عقد من الزمان بعد هزيمة سارجون لهانونو، اشتعلت أحداث جديدة في مدينة فلسطينية أخرى وهي أشدود، وأدت إلى أزمة سياسية دولية بين آشور وكوش، حيث كوش تسيطر الآن على مصر موحدة إلى حد كبير. هذه الاحداث تعود إلى عام 711 تقريبا قبل الميلاد، ملك أشدود أزوري رفض دفع الجزية لأشورية في انتهاك مباشر لواجبه كملك تابع، كما تامر ضد آشور مع الحكام المجاورين بحسب ماوصلنا من الالواح الاشورية. ونتيجة لذلك، استبدل الملك الآشوري الملك المتمرد أزوري بأخيه الأكثر امتثالا أهي ميتي. لكن هذا التدخل في شؤونهم لم يتلق استقبالًا جيدًا من قبل سكان أشدود الذين أطاحوا بأهتي ميتي مباشرة بعد تعيينه لصالح يماني واحد، وهو رجل لا يدعي العرش ولكن بالتأكيد دور قيادي بين الثائرين الفلستيين.
حاول يماني تشكيل ائتلاف ضد الآشوريين، اقترب من مدن فلسطينية أخرى وكذلك حكام يهوذا وموآب وإدوم. كما اتصل مرارًا بحاكم دلتا مصر لكن نداءاته ذهبت دون إجابة. عندما سار سرجون على أشدود انتقامًا، لم يضيع يماني وقتًا، وفي مشهد يذكرنا بهروب هانونو من غزة قبل تقدم تغلث فلاسر الثالث، هرب أيضًا إلى منطقة خارج متناول أشور، إلى منطقة النفوذ الكوشي. غزا سرجون أشدود وأنهى استقلالها، وقام بتحويلها إلى مقاطعة آشورية وأصبحت الحدود الجنوبية الغربية الجديدة للإمبراطورية. كشفت الحفريات في أشدود عن أدلة على هذه الأحداث حيث وجد 3000 هيكل عظمي مدفون في مقبرة جماعية، يعتقد أنهم ضحايا الغزو الآشوري..
لم تكن وجهة يماني واضحة ولكن من المحتمل أنه وصل إلى نقطة ما في صعيد مصر التي كانت آنذاك تحت حكم كوش. بحسب نقش وجد في غرب إيران، بقي يماني في مصر حتى وفاة حاكمها شاباكو حيث قام حكم مصر الجديد شابتكو بتغيير سياسات مصر تجاه غريمه الاشوري وقام بتسليم يماني إلى اشورية مكبلا بالأغلال كبادرة حسن نوايا.
لكن العلاقات الودية بين اشور وكوش لم تستمر حيث تحررت اشدود من الحكم الاشوري بمجرد وفاة سرجون في عام 705. وقد قام حاكم اشدود الجديد «متينتي» بتشكيل ائتلاف اخر ضد اشوريا والتي في هذا الوقت تحت حكم «سنحاريب». هذا التحالف ضم كل الملوك الفلستيين الاخرين، «صدقا» ملك عسقلان و «بادي» ملك عقرون بالإضافة إلى حكام الدول الفينيقية المجاورة مثل عمون، مؤاب، يهوذا وادوم. حيث تلقى جميعهم الدعم من امبراطور كوش في مصر. وانتهى الامر إلى ان يقتتل الطرفين في معركة «التكة» عام 701 ق م وهي مدينة فلسطينية، نتائج المعركة غير معلومة لكنه من المعلوم ان هذه المعركة ادت ازدياد العداء بين المملكتين «اشور وكوش» وانتهى المطاف إلى غزو الاشوريين لمصر وانهاء حكم ممكلة كوش في مصر بعد عام 672 ق م.
بينما قاتلت عسقلان وعقرون واشدود بشكل علني ضد إمبراطورية اشور، بقيت غزة محايدة تحت حكم «سيل بل» والذي يدل على نجاعة الحكم العسكري الذي فرضته قبائل «اللبان» التابعة لاشور. وبعد معركة «التكة» قام سنحاريب بتعديل حدود الدويلات في جنوب الشام والساحل حيث يعتقد بانه قام بتوسيع الممالك الأخرى على حساب يهوذا. في وثيقة اخر لمعاهدة بين حاكم اشوري «اسرحدون» مع حاكم مدينة صور تعود للقرن السابع قبل الميلاد وفيها يتم الاعتراف بحكم اشور لاراضي الفلستيين لكن لم يتم تحديد ماهي حدود دولة الفلستيين.
اختفى ذكر الفلستيين من التاريخ في القرن السادس قبل الميلاد وذلك اثر الغزو البابلي لجنوب الشام عندما قام نبوخذ نصر باحتلال المنطقة وتدمير عدة مدن من ضمنها عسقلان.

## تاريخهم بحسب الكتاب المقدس
وفقًا للتقاليد الكتابية (تثنية 2:23 ؛ إرميا 47: 4)، جاء الفلستيين من كفتور (ربما كريت، على الرغم من عدم وجود دليل أثري على احتلال فلستي للجزيرة).
توسع الفلستيون في المناطق المجاورة وسرعان ما دخلوا في صراع مع بني إسرائيل، وهو صراع تمثله ملحمة شمشون في سفر القضاة  في الكتاب المقدس العبري. استطاع الفلستيون  (حوالي 1050 قبل الميلاد) ان يحتلوا جزء من بلد التل اليهودي وذلك بسبب امتلاكهم الأسلحة المتفوقة والتنظيم العسكري المتفوق. كان احتكار الفلسطينيين المحلي لحدادة الحديد (سفر صموئيل)، وهي مهارة ربما اكتسبوها في الأناضول، على الأرجح عاملاً في هيمنتهم العسكرية خلال هذه الفترة. لقد هزمهم أخيرًا الملك الإسرائيلي داوود (القرن العاشر). بعد تقسيم يهوذا وإسرائيل (القرن العاشر)، استعاد الفلسطينيون استقلالهم وغالبًا ما شاركوا في معارك حدودية مع تلك الممالك. (7)

## ديانتهم
ان الأدلة المادية على عبادة الفلسطينيين المبكرة أقل وضوحًا من وصف الكتاب المقدس. وهي تتألف بشكل أساسي من تماثيل يدوية الصنع وعناصر أخرى من طراز بحر إيجة والكنعانية مثل أكواب برأس أسد وكتف محفورة في التقليد القبرصي، حيث وجد الكثير من التشابه بين اله الفلستينيين وآلة سكان بحر ايجة والميسينيين، بينما كانت تختلف ديانتهم عن السكان المحليين الكنعايين.
احد ابرز معالم دياناتهم قطعة اثرية تسمى اشدودة نسبة إلى اسم مدينة اشدود، المكان الذي تم اكتشاف القطعة به. اشدودة يمثل امرأة جالسة، تتميز بغطاء رأس بولو وثديين مزينين، وقد انصهر جسدها مع كرسيها. لم تظهر أشدودا الفلستينية، بمزيجها من عناصر بحر إيجة والقبرصية، قبل حوالي 1100 قبل الميلاد ولم تعد تستخدم بحلول نهاية بداية الألفية الأولى. وبشكل عام، ينظر إلى أشدودة على وجه الخصوص كدليل على أن الفلسطينيين عبدوا إلهة انثى وهي أم عظيمة.
داجون، في صيغته اللغوية السابقة داغان، إلهًا راسخًا في سوريا وبلاد ما بين النهرين في أواخر الألفية الثالثة قبل الميلاد. بحلول العصر البرونزي المتأخر، انتشر نفوذه إلى أقصى الغرب مثل أوغاريت، حيث كان معادلاً لإل، والد بعل. ومع ذلك، في السنوات الأخيرة من الألفية الثانية قبل الميلاد، تضاءل تأثيره بشكل كبير، ولا يوجد دليل واضح خارج الكتاب المقدس يربط داجون بجنوب بلاد الشام على الإطلاق! (8)

## اصلهم وسبب التسمية
هناك عدة نظريات حول اصل الشعب الفلستي، فنظرا لتشابه طريقة صناعة الاواني والفخار في فلستيا بطريقة صناعتها من قبل شعوب بحر ايجة مثل جزيرة كريت. بداية، قام الباحثون بالربط بين شعوب ال«بلست» المذكورين في مخطوطات مصرية تعود لعام 1150 ق.م، وهؤلاء شعوب قطنوا بحر ايجة. نظرية أخرى تقترح بان الفلستيين هم عبارة عن شعوب هاجرت من جنوب الاناضول حيث كانت هناك دولة تسمى «بالسيتن» ابان العصر الحادي عشر قبل الميلاد. هناك نظرية تقترح قدومهم من منطقة تسمى «باليست» تقع حاليا في البانيا المعاصرة. (9,10، 11)

## جيناتهم
الدراسات دلت على ان جينات الفلستيين في العصر الحديدي المتاخر مشابهة لجينات اقوام بلاد الشام الا ان بها كمية محددة من جينات شعوب جنوب أوروبا «كريت، ايبيرا، سردينيا»، إلى ان هذا العنصر الجيني لم يدم طويلا فبعد قرنيين من الزمن اختفت بعد ان طغت عليها جينات أهل الشام. وهذا يدل على كثرة التزاوج مابين الشعبين، ويعتقد ان الفلستيين لم يمثلوا أكثر من 50٪ من سكان فلستيا وباقي سكانها كانوا من أهل الشام «كنعانيين» رغم ان المنطقة احتفظت بالاسم «فلستيا» نسبة اليهم. (12، 13)

## فنونهم
تم العثور في المواقع التي سكنها الفلستيين في وقت مبكر على نوع مميز من الفخار، وهي مجموعة متنوعة شبيهة  بالأساليب المينوسية في القرن الثالث عشر. وقد تم حفر المعابد والمزارات الفلستية في أشدود وعقرون وتل قاسيلي التي تعرض مجموعة متنوعة من تصاميم مشابهة للتصاميم الموجودة في منطقة بحر ايجة.  (14)

## طقوس الموت
طقوسهم كانت مختلفة عن باقي السكان الكنعانيين حيث كانوا يدفنون موتاهم في قبر بيضاوي كما ان بعضهم كانوا يقومون بحرق الجثة وهو طقس كان مشهورا عند شعوب هضبة الاناضول بينما لم تكن تمارسها شعوب كنعان والشام. (15، 16)

## تعداد السكان ولغتهم
يعتقد انهم كانوا يشكلون 25 الف نسمة في القرن الثاني عشر ق م و39 الف نسمة في القرن التالي.
واما لغتهم فليس هناك دليل مؤكد على لغتهم إلى انه يعتقد بانهم كانوا يتحدثون لغة اندو أوروبية حيث وجدت بعض النقوشات القبرصية والمينويسوية عندهم. (17)

## الاقتصاد
تشير الحفريات إلى ان مدنهم قد تم التخطيط لها بدقة وكما انهم قاموا بتشييد مناطق صناعية، ابرز منتوجاتهم كان الزيتون حيث وجد أكثر من 200 منشأة، وقد كانوا ينتجونه بكميات ضخمة يقدرها العلماء ب 30% من إنتاج الكيان الصهيوني هذا اليوم للزيتون. كما انه وجد العديد من مصانع النبيذ والخمرة لديهم. (18، 19)

## العلاقة ما بين الفلستيين والشعب الفلسطيني اليوم
اثبتت الدراسات الحديثة ان الشعب الفلسطيني المعاصر مازال يحمل جزء كبير من جيناته من الكنعانيين القدامى أول من سكن ارض فلسطين، طبعا اختلطت جيناتهم بجينات العرب وشمال افريقيا والشعوب المجاورة مع مرور الزمن، واما تشابه الاسم فهو لان المنطقة تم تسميتها بفلسطين من قبل الروم والإغريق والعرب على مدى أكثر من الفين سنة نسبة إلى الفلستيين،  والفلسطينيين المعاصرين انتسبوا إلى اسم المنطقة من بعدهم، فقط لاغير. واما جينات الفلستينيين القدامى فقد اختفت بسرعة بسبب طغيان جين أهل الشام الكنعانيين. (20)